# Miguel Boock
Miguel Alessandro Boock (* 31. Mai 1992 in Hamburg) ist ein ehemaliger deutscher American-Football- und Eishockeyspieler.

## Leben
Boock, dessen Vater Helmut Lessig mit den Hamburg Blue Devils deutscher Meister wurde, spielte zunächst Eishockey und ab 2006 zusätzlich American Football im Nachwuchsbereich der Hamburg Huskies.

### American Football
Im Vorfeld der Saison 2013 wechselte er von den Hamburg Huskies zu den Kiel Baltic Hurricanes und damit von der zweiten Liga in die höchste deutsche Spielklasse, die GFL. Dort war er 2013 Mannschaftskamerad seines Vaters.
Der als Linebacker sowie Fullback eingesetzte, 1,80 Meter messende Boock gewann im Juli 2014 mit Kiel den Europapokalwettbewerb European Football League. Nach zwei Jahren bei den schleswig-holsteinischen Landeshauptstädtern ging er zu den Hamburg Huskies zurück, die mittlerweile in die GFL aufgestiegen waren. Im Spieljahr 2017 stand er wieder im Kieler Aufgebot, im Vorfeld der Saison 2018 schloss er sich dem Zweitligaaufsteiger Elmshorn Fighting Pirates an. Mit Elmshorn gelang ihm 2019 der Sprung in die GFL, spielte mit den Holsteinern aber nicht in der höchsten deutschen American-Football-Liga, da die Saison 2020 wegen der COVID-19-Pandemie ausfiel.
2021 wurde er von den Hamburg Sea Devils für die europäische Spielklasse ELF verpflichtet. Mit den Sea Devils erreichte er zwei Mal in Folge das ELF-Endspiel, welches die Hamburger zwei Mal verloren. Nach der Saison 2022 gab Boock sein Karriereende bekannt.
Am 10. November 2023 wurde er als neuer Sportdirektor der Hamburg Sea Devils vorgestellt.

### Eishockey
Boock spielte ab seinem dritten Lebensjahr Eishockey. 2008/09 spielte er ein Jahr an der North Olmsted High in den USA. Ab 2009 spielte er in den ersten Mannschaft der Crocodiles Hamburg, ab 2010 in der Eishockey-Oberliga. Nach der Saison 2014/15 beendete er seine Eishockey-Karriere vorerst. Ab 2018 hatte er noch einzelne Einsätze bei der zweiten Mannschaft der Crocodiles und bei den Hamburg Sailors in der Verbands- bzw. Landesliga.
Nach dem Zwangsabstieg der Crocodiles in die Verbandsliga (5. Liga) wurde Boock Kapitän der Mannschaft.

### Sonstiges
Boock ist Patensohn von Patrick Esume.